# Unisan
Unisan is een gemeente in de Filipijnse provincie Quezon op het eiland Luzon. Bij de laatste census in 2010 telde de gemeente ruim 25 duizend inwoners.

## Geografie

### Bestuurlijke indeling
Unisan is onderverdeeld in de volgende 36 barangays:
| - Almacen - Balagtas - Balanacan - Bonifacio - Bulo Ibaba - Bulo Ilaya - Burgos - Cabulihan Ibaba - Cabulihan Ilaya - Caigdal - F. De Jesus - General Luna | - Kalilayan Ibaba - Kalilayan Ilaya - Mabini - Mairok Ibaba - Mairok Ilaya - Malvar - Maputat - Muliguin - Pagaguasan - Panaon Ibaba - Panaon Ilaya - Plaridel | - Poctol - Punta - R. Lapu-lapu - R. Magsaysay - Raja Soliman - Rizal Ibaba - Rizal Ilaya - San Roque - Socorro - Tagumpay - Tubas - Tubigan |

## Demografie
Unisan had bij de census van 2010 een inwoneraantal van 25.186 mensen. Dit waren 1.275 mensen (5,3%) meer dan bij de vorige census van 2007. Ten opzichte van de census van 2000 was het aantal inwoners gegroeid met 3.934 mensen (18,5%). De gemiddelde jaarlijkse groei in die periode kwam daarmee uit op 1,71%, hetgeen lager was dan het landelijk jaarlijks gemiddelde over deze periode (1,90%).

De bevolkingsdichtheid van Unisan was ten tijde van de laatste census, met 25.186 inwoners op 124,15 km², 202,9 mensen per km².